# Rhinelander
Rhinelander é uma cidade localizada no estado norte-americano de Wisconsin, no Condado de Oneida.  A cidade é servida pelo Aeroporto de Rhinelander-Condado de Oneida.

## Demografia
Segundo o censo norte-americano de 2000, a sua população era de 7735 habitantes.
Em 2006, foi estimada uma população de 7821, um aumento de 86 (1.1%).

## Geografia
De acordo com o United States Census Bureau tem uma área de
20,4 km², dos quais 20,0 km² cobertos por terra e 0,4 km² cobertos por água. Rhinelander localiza-se a aproximadamente 472 m acima do nível do mar.

## Localidades na vizinhança
O diagrama seguinte representa as localidades num raio de 56 km ao redor de Rhinelander.